# Hvilsom (plaats)
Hvilsom is een plaats in de Deense regio Noord-Jutland, gemeente Mariagerfjord. De plaats telt 263 inwoners (2008).
- Library of Congress Control Number: n86074452
- Nationale Bibliotheek van Israël: 987007560011605171
- Virtual International Authority File: 131432296